# Earl and Dallas
Earl and Dallas är ett svenskt countryband som bilades i Eksjö 2006 av Marcus Axelsson (sång/gitarr) och Jonas Magnusson (gitarr, klaviatur, munspel sång etc). Bandet gav samma år ut sin debutskiva, Songs from the village mill, på Bykvarn Records. 2007 anslöt Ted Stenlöv (bas), Viktor Kindgren (trummor) och Ulric Utsi-Åhlin (pedalsteel, dobro, gitarr etc) till bandet och man lyckades snart göra sig ett namn i alternativcountrykretsar. 
I mars 2009 släppte gruppen sin andra CD: Where Great Oaks Grow, en hyllning till bandets egen hemstad Eksjö.
Earl and Dallas har gjort en rad uppmärksammade framträdanden, bland annat med den flerfaldigt Country-Music-Award-dekorerade Romi Mayes. 
I juni 2008 nominerades Earl and Dallas, tillsammans med 14 andra artister till Country-SM i Sälen.
Under senare hälften av 2010 spelade gruppen in EP:n: A Wonderful E.P. som bland annat innehåller gästframträdanden av Ulf Nilsson från Lifvens och Karla-Therese Kjellvander.

## Medlemmar
- Marcus Axelsson – sång, akustisk gitarr (2006- )
- Jonas Magnusson – akustisk gitarr, sång, munspel, keyboard, percussion (2006– )
- Ted Stenlöv – basgitarr, kontrabas, gitarr, sång (2007– )
- Ulric Utsi-Åhlin – pedal steel guitar, gitarr, banjo, dobro (2007– )
- Victor Kindgren – trummor, percussion (2007– )

## Diskografi
- Songs from the Village Mill – 2006
- Where Great Oaks Grow – 2009
- A Wonderful E.P. – 2010